# Danmarks medeltida landsting
I Danmark fungerade landstingen i slutet av medeltiden som en högre rättsinstans mellan häradstinget och kungen. De dömande medlemmarna av landstingen kallades landsdomare. Sedan tidig medeltid var Danmark uppdelat i ett antal så kallade "land" (Nørrejylland, Sønderjylland, Fyn, Langeland, Falster, Møn, Sjælland, Lolland, Bornholm, Skåne, norra och södra Halland och Blekinge), vilka vart och ett hade sitt landsting. Landstingen i Lund (för Skåne, beläget på Lerbäckshög och senare i rådhuset), Viborg (för Nørrejylland) och Ringsted (för Sjælland) var de tre stora landstingen där den nye danske kungen vid tronskifte måste framträda för att ta emot folkets hyllning. 
Ursprungligen var de danska landstingen både en styrande och en dömande församling av fria och vapenföra män (se Ting), men mot slutet av medeltiden hade den politiska makten genom införandet av danehof (där förutom kungen, endast biskopar och andra stormän hade inflytande) successivt förskjutits. Efter reformationen då kyrkans makt bröts bytte församlingen namn till herredag och blev en styrande församling av endast kung och adel. Som domstolsinstans kvarstod emellertid alltjämt landstingen i Danmark ända fram till tidigt 1800-tal. 

## Land som blev svenska under 1600-talet
Vid landstingen i Skåne, Halland och Blekinge dömde man (liksom på Bornholm) enligt skånelagen fram till år 1683 då svensk lag infördes i samtliga svenska landskap. Landstinget i Halland hölls i Getinge fram till erövringen 1645, då man istället hänförde rättskipningen till Göta hovrätt i Jönköping (dock fortfarande med skånelagen som lagbok). För de båda andra år 1658 erövrade landskapen, Skåne och Blekinge, kvarstod dock landstinget fram till 1683.